# Siagonodon acutirostris
Siagonodon acutirostris là một loài rắn trong họ Leptotyphlopidae. Loài này được Pinto & Curcio mô tả khoa học đầu tiên năm 2011.